# Stoner Witch
Stoner Witch es un álbum de estudio de Melvins, lanzado en 1994 con la discográfica Atlantic Records.
Retomando el estilo básico de Houdini, este nuevo álbum resuelve a simple oído un disco de estudio con temas de rock más clásico, templado y por supuesto con bastantes momentos desbocados al viaje ácido. Contrastado con Houdini que se basaba más en el heavy metal y refinaba las técnicas construidas a través en los primeros años de la banda, Stoner Witch claramente muestra a la banda con una amplia gama de habilidades creativas. Las melodías fueron muy bien trabajadas y ubicadas con riffs rápidos que hacen resaltar las canciones; Un King Buzzo cantando al estilo David Thomas de Pere Ubu algunas veces tranquilo y reflexivo con la mayoría de las voces bien estentóreas. Y, naturalmente el baterista Dale Crover llevando el ritmo, con sus golpes en la batería que lo hace sorprendente, potente y audaz. El álbum abre con el ruidoso y distorsionado "Skweetis", los amplificadores y platillos fuertes forman el territorio de los Melvins, luego pasa a una cuenta de tres temas de rock clásico y bien pesado con "Queen", "Sweet Willy Rollbar" y "Revolve". A partir de ahí se produce un cambio radical, empezando por el relajado "Goose Freight Train", el casi in-escuchable "Magic Pig Detective", ruidoso, semejante al estilo Merzbow, finalmente el martillo hardcore punk de "June Bug" y dos pistas de clima intercaladas "Shevil" y el cierre con "Lividity".

## Lista de canciones
| N.º | Título                | Escritor(es)                                      | Duración |  |
| 1.  | «Skweetis»            | Letra: Osborne - Música: Crover, Deutrom, Osborne | 1:12     |  |
| 2.  | «Queen»               | Letra: Crover, Osborne - Música: Osborne          | 3:06     |  |
| 3.  | «Sweet Willy Rollbar» | Words/Music: Osborne                              | 1:28     |  |
| 4.  | «Revolve»             | Letra: Osborne - Música: Deutrom, Osborne         | 4:44     |  |
| 5.  | «Goose Freight Train» | Letra: Osborne - Música: Crover, Deutrom, Osborne | 4:38     |  |
| 6.  | «Roadbull»            | Letra: Osborne - Música: Crover, Deutrom, Osborne | 3:25     |  |
| 7.  | «At the Stake»        | Letra: Osborne - Música: Crover, Deutrom, Osborne | 7:56     |  |
| 8.  | «Magic Pig Detective» | Letra/Música: Osborne                             | 5:33     |  |
| 9.  | «Shevil»              | Letra/Música: Osborne                             | 6:29     |  |
| 10. | «June Bug»            | Música: Deutrom, Osborne                          | 2:01     |  |
| 11. | «Lividity»            | Letra: Osborne - Music: Crover, Deutrom, Osborne  | 9:15     |  |

- La canción "Sweet Willy Rollbar" fue usada en el videojuego Tony Hawk's Underground 2[5] y en un episodio de Jackass.[6]

## Personal
- The Melvins – intérprete, productor
  - King B – voz, guitarra, y bajo
  - Dale C – batería, guitarra y coros
  - Mark D – bajo, guitarra y coros
- GGGarth – productor
- Joe Barresi – ingeniero de sonido
- Geetus Guido South Aguto – asistente de sonido
- Mike Elvis Smith – asistente de sonido
- The Magic Eight Ball – guía espiritual
- Scott Humphrey – puerta chillosa y saca puntas
- Paul Dicarli – edición digital & sintetizador
- David Lefkowitz – administración
- Mackie Osborne – arte
- Annalisa – fotografía